# Osmanthus fragrans
Osmanthus fragrans (Chinees: 桂花, guìhuā; Japans: 金木犀, kinmokusei) is een gewas uit de olijffamilie (Oleaceae) met sterk geurende bloemen. Het is een groenblijvende struik of boom die een hoogte bereikt van 3–12 m. Het gewas komt van nature voor in Oost-Azië, van de Himalaya over China (Guizhou, Sichuan, Yunnan) en Taiwan tot het zuiden van Japan, maar is slechts beperkt winterhard. De bladeren zijn 7–15 cm lang en 2,6–5 cm breed.
De eerste beschrijving van de Osmanthus fragrans kwam van de Portugese botanicus João de Loureiro in zijn werk Flora cochinchinensis uit 1790.